# إسماعيل سري باشا
كان «إسماعيل سري باشا» (1861-1937) مهندسًا وسياسيًا مصريًا. شغل منصب وزير الأشغال العامة والدفاع في تسع حكومات بين عامي 1908 و 1926.

## بدايته
ولد إسماعيل سري بمحافظة المنيا. نال الشهادة الإبتدائية من مدرسة المنيا عام 1872 .حصل على الشهادة التجهيزية عام 1874 . تخرج بدرجة دبلوم في الهندسة من باريس عام 1878، وتدرب في لندن. ترجم كتبا من الإنجليزية والفرنسية. توفي في القاهرة. كان ابنه حسين سري باشا سياسيًا بارزًا أيضًا.

## أهم منصابه وأعماله
- عين مفتشاً للرى في نظارة نوبار باشا الثالثة في المدة من عام 1894 إلى عام 1895 .
- عين ناظراً للأشغال العمومية والحربية والبحرية عدة مرات

## أنجازاته
- نتهى العمل من تعلية خزان أسوان.
- تم بناء قناطر إسنا.
- أمكن استخدام الخزان لأول مرة بعد تعليتة في عام 1913 .
- شرع في تنفيذ أعمال واسعة النطاق لتحسين الصرف في وسط الغربية وغرب البحيرة إبتدءاً من عام 1912 وإنتهت في عام 1917 وكان تأخير تنفيذها بسبب قيام الحرب العالمية الأولى.
- وقبيل إعلان الحرب شرع في القيام بتنفيذ مشروعين كبيرين في السودان أحداهما خزان سنار على النيل الأزرق لصالح مشروع الجزيرة بالسودان والآخر خزان جبل الأولياء على النيل الأبيض لصالح مصر. وتوقف المشروعان أثناء الحرب ثم ما لبث أن أستؤنف العمل بهما.
- في عام 1918 تم إنشاء محطة تجارب هيدروليكية لقناطر الدلتا في إطار دراسات إيراد النهر ولضبط المياه وأمكن بذلك معايره بعض القناطر وتم تعميم هذه الطريقة لمعايرة قناطر أخرى.

### إنجازاتة لتقدم مرفق الرى
في عهده وبتشجيع منه صدر كتاب (ضبط النيل) أول كتاب يتناول السياسة المائية حول النيل ولقد تضمن هذا الكتاب المعلومات والمعارف عن النيل وفروعة ومناسيبه وتصرفاتة ومواقع قياساته ودراسات عن الاحتياجات المائية وضرورة زيادة ضبط النيل إتماما لإستثمار الأراضى المصرية وإستثمار جانب من أراضى السودان ويعتبر الكتاب من أهم ما كتب عن مشروعات النيل.
تحويل مساحات كبيرة من الرى الحوضى إلى الرى الدائم.

## الأعمال المنشورة
- رياض الأنفوس في تذكار المهندس.
- العلم النفيس بالفيوم وبحيرات موريس (1889). ترجمة روبرت هانبري براون، "الفيوم وبحيرة موريس" (لندن، إي ستانفورد، 1892). ترجمه إسماعيل سري من الإنجليزية إلى العربية.
- الدرر البهية (1883). ترجمه إسماعيل سري من الفرنسية إلى العربية.

## روابط خارجية
- إسماعيل سرى باشا على موقع وزارة الموارد المائة والري